# Supercoppa croata 2017 (pallavolo maschile)
La Supercoppa croata 2017 si è svolta il 5 ottobre 2017: al torneo hanno partecipato due squadre di club croate e la vittoria finale è andata per la seconda volta consecutiva volta all'HAOK Mladost.

## Regolamento
Le squadre hanno disputato una gara unica.

## Squadre partecipanti
| Squadra         | Qualificazione                   | Ultima partecipazione |
| --------------- | -------------------------------- | --------------------- |
| Mladost Kaštela | Vincitrice Superliga 2016-2017   | Debutto               |
| HAOK Mladost    | Vincitrice Coppa di Croazia 2016 | Debutto               |

## Torneo
| 5 ottobre 2017 Sportska Dvorana Kaštela, Castelvecchio Durata: 1h:41 - Spettatori: ? | Mladost Kaštela | 1 - 3 | HAOK Mladost | 19-25, 25-21, 19-25, 15-25 |